# Демчук Володимир Павлович
Володимир Павлович Демчук (4 березня 1891, Тернопіль — 8 лютого 1971, Львів) — греко-католицький священник, капелан Української Галицької Армії (УГА).

## Життєпис
Народився 4 березня 1891 року в місті Тернополі. Батько був ремісником.

### Освіта
Закінчив гімназію у Перемишлі, опісля продовжив навчання в Краківському університеті на медика, однак не закінчив, оскільки поляки вигнали всіх українців. З огляду на такі події, він повертається до Перемишля, де вступає до греко-католицької духовної семінарії. Після закінчення навчання, у 1917 році він одружується з Марією Крук.

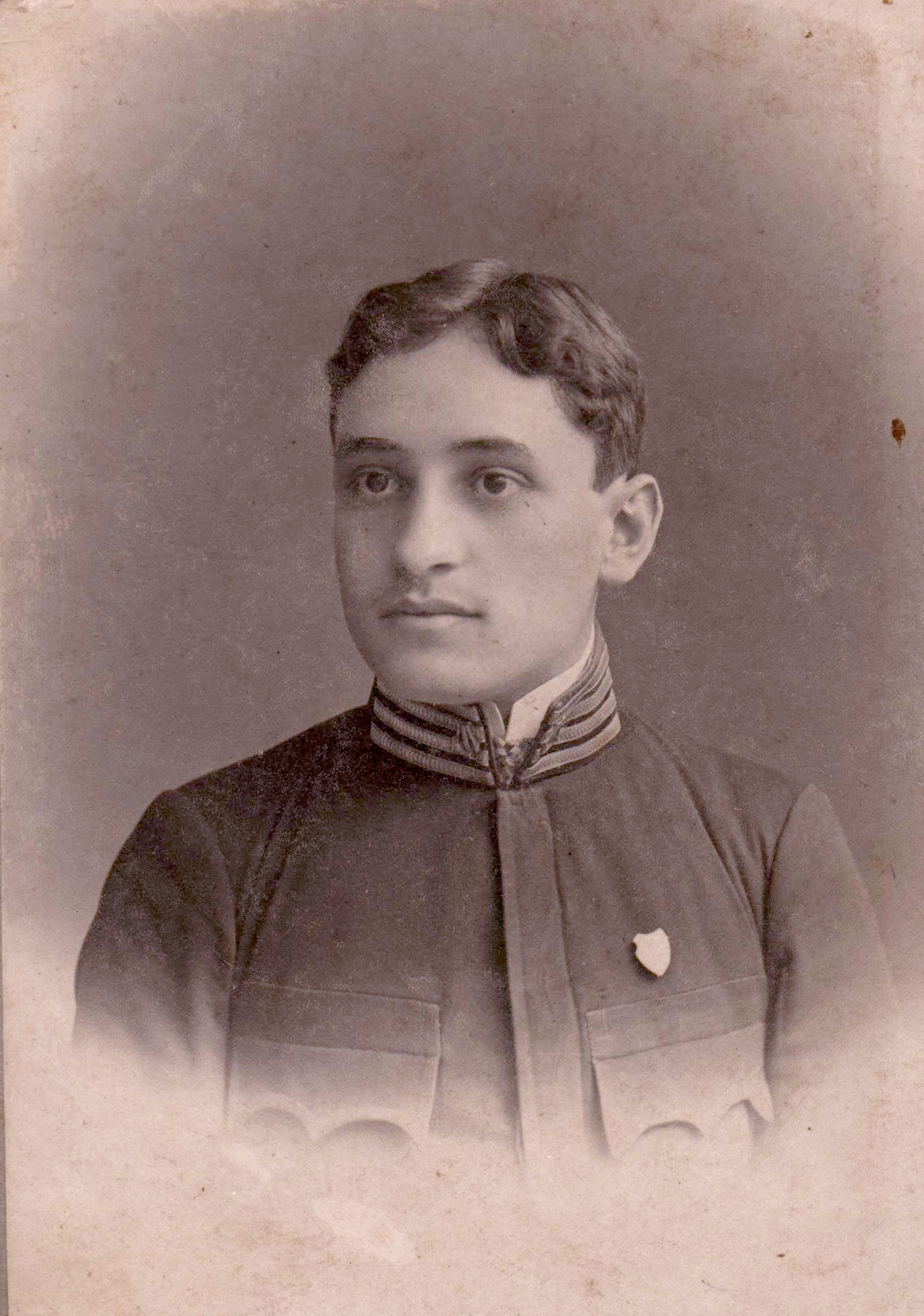
Володимир Демчук учень Перемишльської гімназії
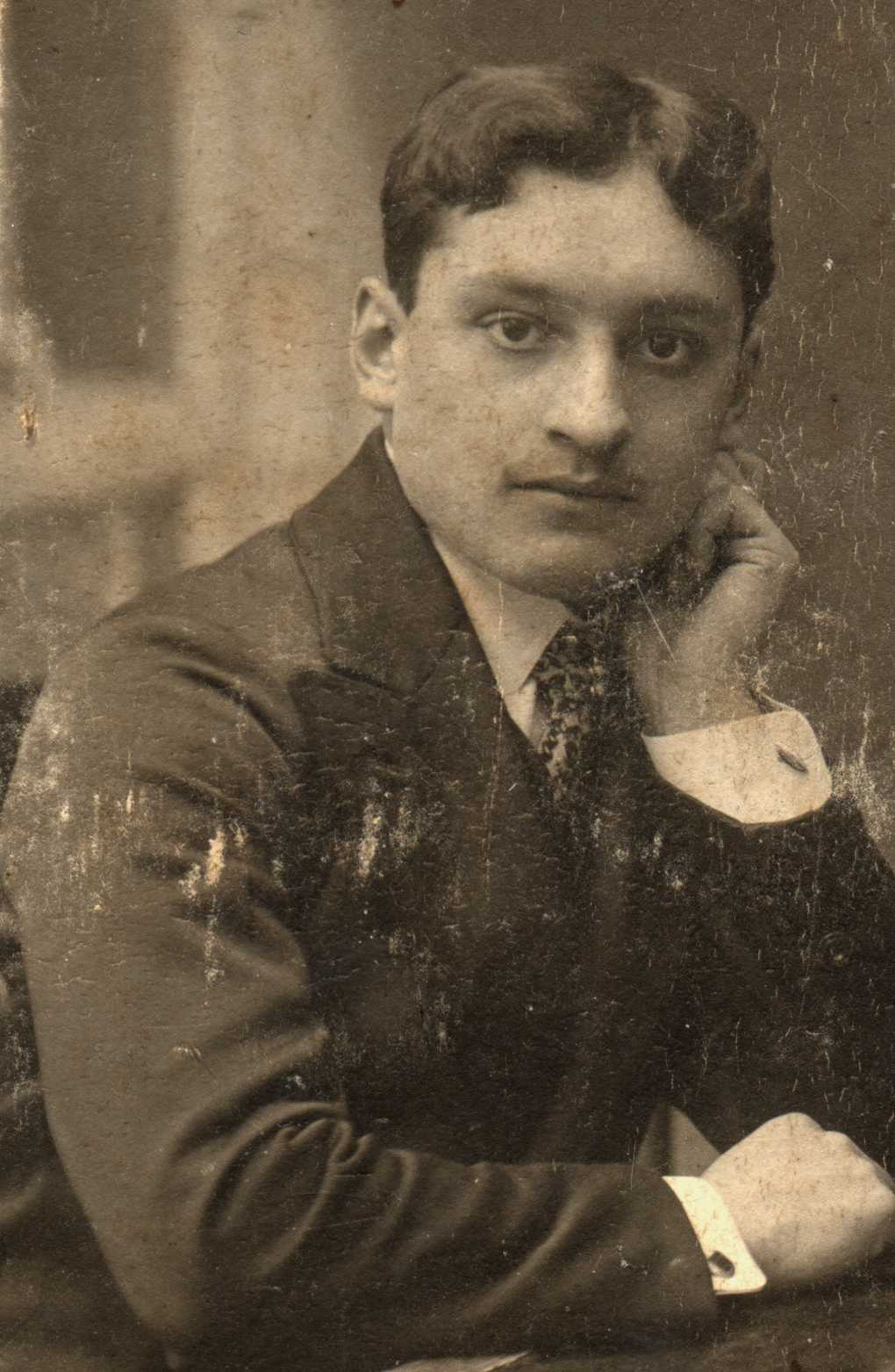
Володимир Демчук студент медицини Краківського університету
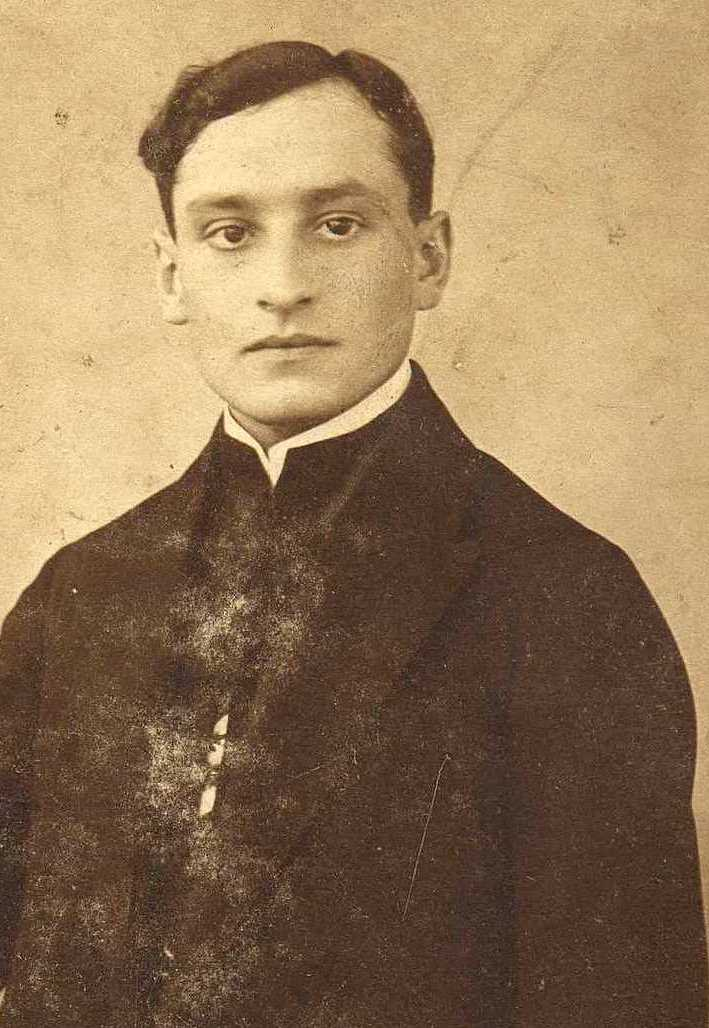
Володимир Демчук після закінчення Перемиської духовної семінарії 1917 року

### Душпастирська діяльність
30 вересня 1917 в Уневі, разом із Йосипом Сліпим був рукоположений у священничий сан митрополитом Андреєм Шептицьким. 
Щодо відомостей з життя отця Володимира Демчука після свячень є дві версії:
1. В період 1917–1919 років він сповняв душпастирську діяльність у селі Вигнанка біля Львова (ймовірно частина сучасних Брюхович).
2. Згідно з даними шематизму, першою парафією отця Володимира було село Конюшків Бродівського деканату, де з 1917 по 1919 роки, він був адміністратором храму Святого апостола Филипа, а в 1918 році він надавав душпастирську опіку в Брюховичах.

### Капеланське служіння
У зв'язку з польсько-українською війною, отець Володимир у січні 1919 вступає добровольцем до Галицької армії, в той час, коли українські військові зайняли позиції в селі Вигнанка під час наступу на Львів. Був зарахований до 10-ї Янівської бригади 1-го корпусу, де сповняв обов'язки капелана. Разом з вояками УГА брав участь у Вовчухівській, Чортківській та інших воєнних операціях. Завдяки своєму ревному служінню мав неабиякий авторитет серед вояків, про що згадує у своїй праці інший капелан УГА о. Іван Лебедович «Полеві духовники Української Галицької Армії».
Медсестра шпиталю 1-го корпусу Марія Янів так згадувала про отця Володимира: 
| Відтоді я бачила о. Душпастиря серед війська на найбільше висунених позиціях проти ворога… з хрестом в руках, все між стрільцями на фронті.[1] |
Був в числі тих, хто перейшов через Збруч, учасник боїв за визволення Києва, а згодом і відступу до Вінниці, під час якого захворів на тиф. Завдяки Санітарній місії, яка прибула до Вінниці в листопаді 1919 року з медикаментами, лікарям вдалося врятувати його життя. Згодом, він як колишній студент-медик, сам став допомагати лікувати бійців у складі Санітарної місії, про що він сам згадує у своїх спогадах, які опубліковані у 1939 р. у «Літописі Червоної Калини» під назвою «Санітарна місія для покорення пошестей на Україні». 
Після розпуску Санітарної місії повертається до дому. Згідно з даними шематизму (1919–1924) він сповняє обов'язки адміністратора храму Зіслання Святого Духа в селі Фірлеїв (сьогодні Липівка) Нараївського деканату поблизу Рогатина.

### Парафіяльне душпастирювання
Далі призначається парохом церкви Святого Михаїла у селі Побук Любінського деканату протягом 1924–1930 років. За час його душпастирювання було побудовано нову дерев'яну церкву за проектом архітектора Нагірного, однак після Другої світової війни радянська влада знищила храм. Також разом з дружиною організували діяльність товариств «Просвіта» та «Союз українок».
З 1930 по 1944 роки був парохом храму Святих Косми і Дем'яна села Галичанів Городоцького деканату. Тут він активно провадив просвітницьку роботу, тож здобув великий авторитет серед населення не лише села Галичанів, але й жителів міста Городка. Зокрема в 1941 році, після проголошення Акту відновлення Української держави, громада Городка обрала його старостою Городоцького повіту, на що він погодився після попереднього узгодження з митрополитом Андреєм Шептицьким.

### Репресії радянської влади
У 1944 році був заарештований органами НКВС, а в 1945 році, за відмову підписання документу про «перехід на православ'я», радянська влада засудила о. Володимира Демчука до 20 років каторги та 5 років заслання згідно з статтею 54–1а КК УССР «за зраду батьківщини». Покарання відбував в Казахстані та Воркуті, однак в 1955 році, відповідно до указу про амністію був «звільнений», і відправлений в місто Анжеро-Судженськ Кемеровської області, де відбували заслання дружина і діти. Не реабілітували о.Демчука по сьогоднішній день. 

### Повернення на Батьківщину
У 1957 році разом з родиною повертається в Україні та оселяється в селі Брюховичах біля Львова.
Помер 8 лютого 1971 року, похований на 33 полі Янівського цвинтаря міста Львова. 

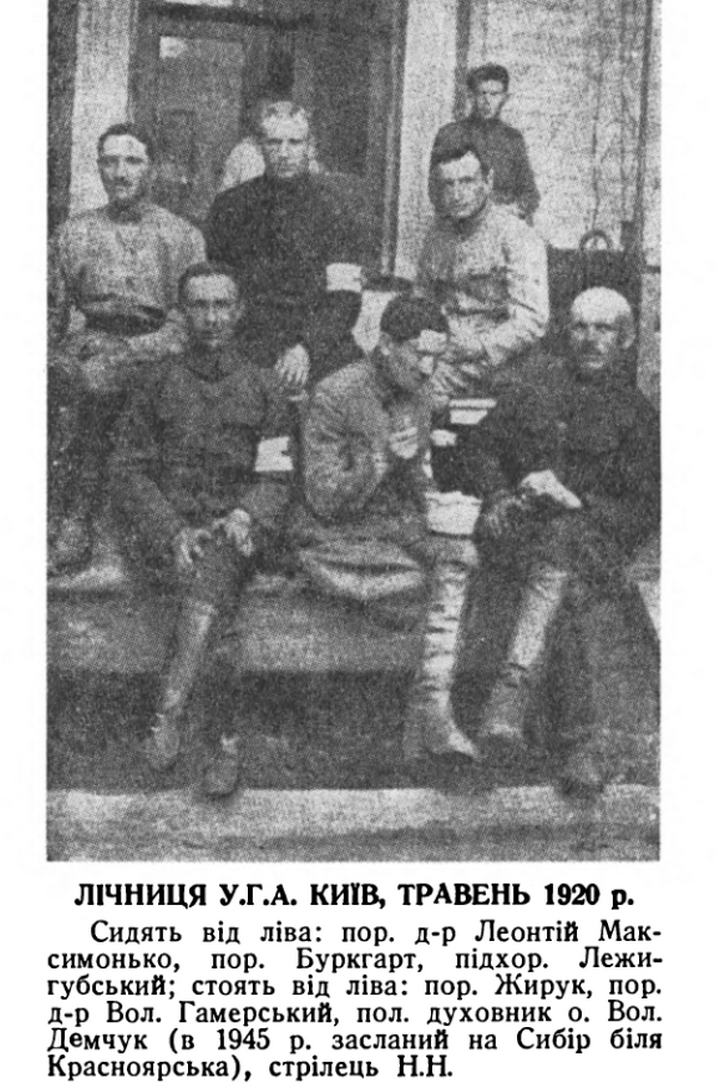
Лічниця УГА в Києві, 1920 рік
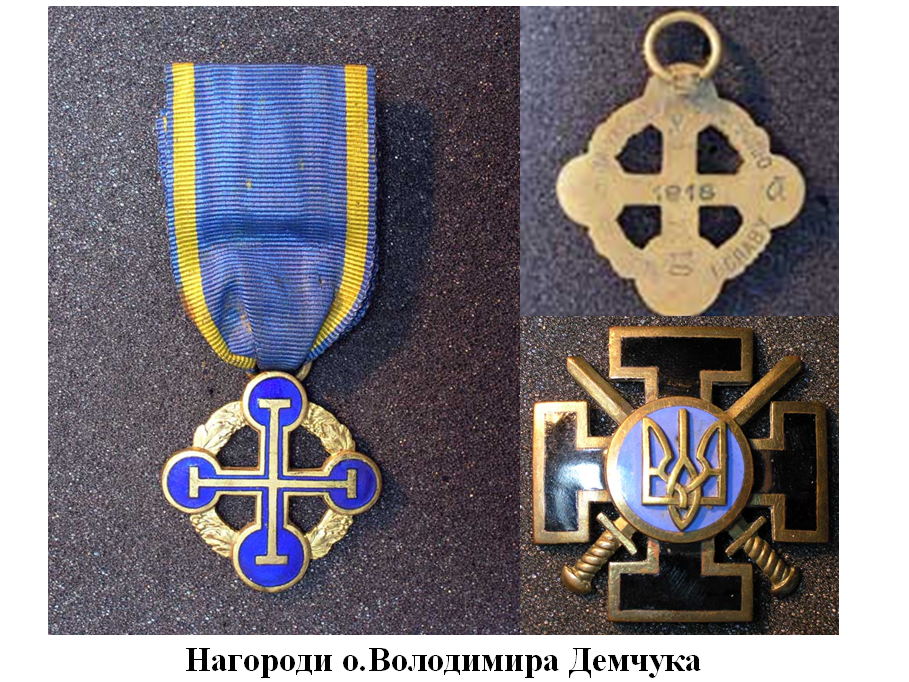
Нагороди отця Володимира Демчука
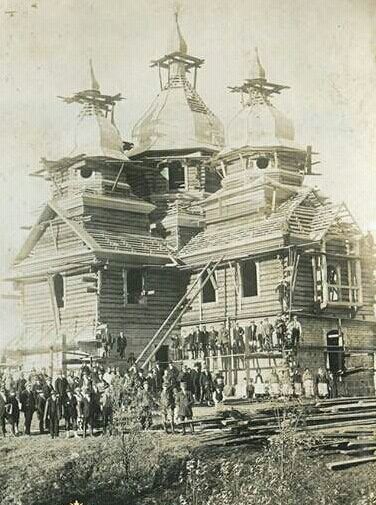
Церква у с.Побук побудована старанням о.Володимира Демчука 1927–1928рр
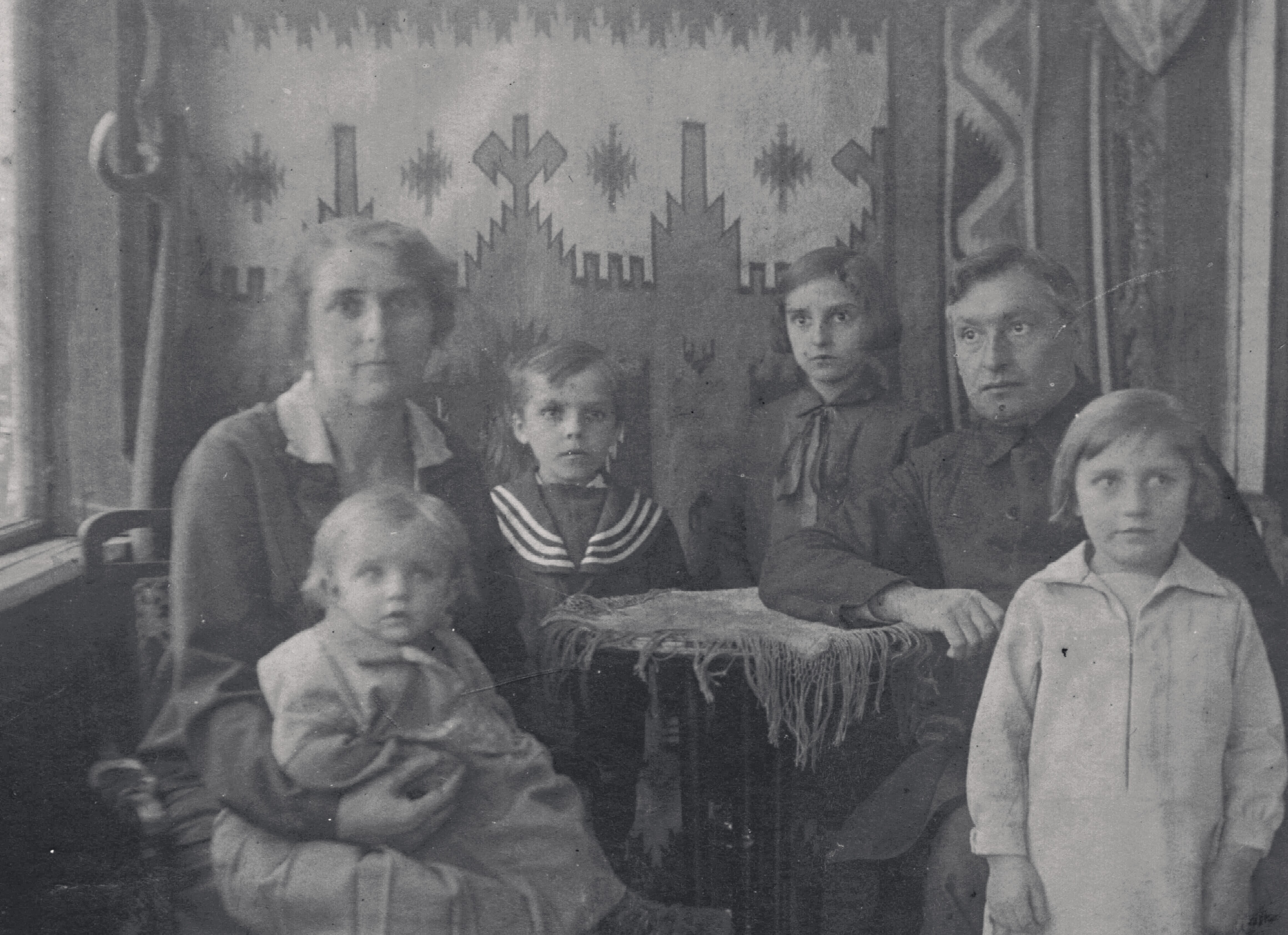
Родина о.Володимира Демчука с.Побук 1928 рік
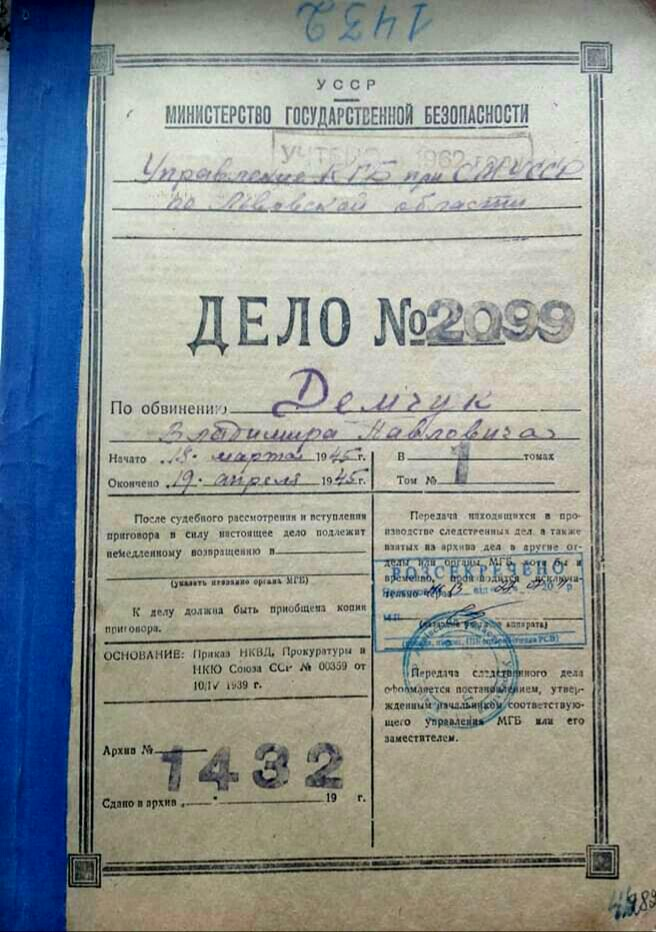
Кримінальна справа на о.Володимира Демчука
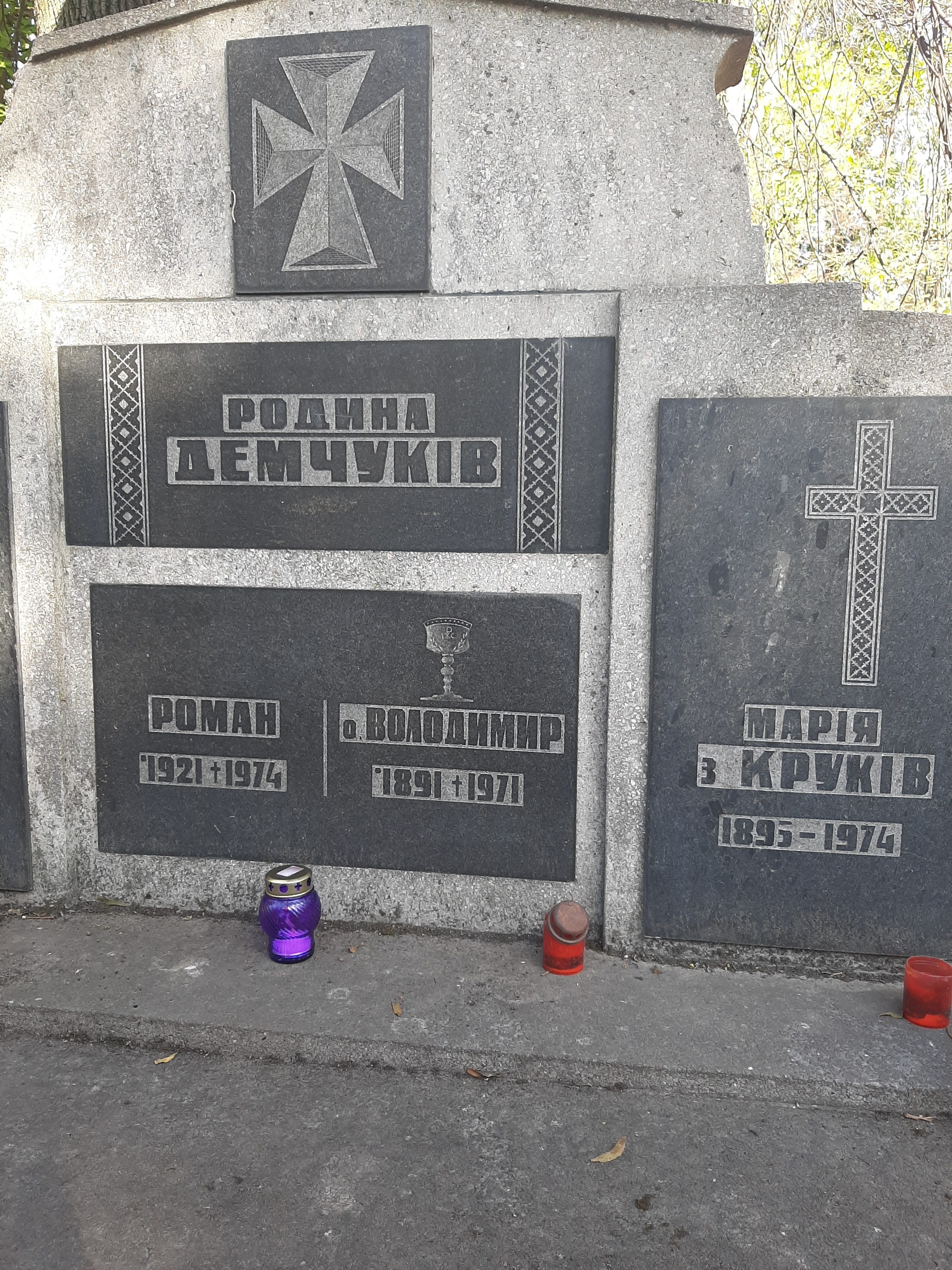
Могила о. Володимира Демчука